# Yōichi Doi
Yōichi Doi (土肥 洋一?, Doi Yōichi; Kumamoto, 25 luglio 1973) è un ex calciatore giapponese, di ruolo di portiere.
Ha giocato per la Nazionale Giapponese, prendendo parte a due Confederations Cup (2003 e 2005), alla Coppa d'Asia 2004 (vinta) ed al campionato del mondo 2006.

## Statistiche

### Cronologia presenze e gol in Nazionale
| Cronologia completa delle presenze e delle reti in nazionale ― Giappone | Cronologia completa delle presenze e delle reti in nazionale ― Giappone | Cronologia completa delle presenze e delle reti in nazionale ― Giappone | Cronologia completa delle presenze e delle reti in nazionale ― Giappone | Cronologia completa delle presenze e delle reti in nazionale ― Giappone | Cronologia completa delle presenze e delle reti in nazionale ― Giappone | Cronologia completa delle presenze e delle reti in nazionale ― Giappone | Cronologia completa delle presenze e delle reti in nazionale ― Giappone |
| Data                                                                    | Città                                                                   | In casa                                                                 | Risultato                                                               | Ospiti                                                                  | Competizione                                                            | Reti                                                                    | Note                                                                    |
| ----------------------------------------------------------------------- | ----------------------------------------------------------------------- | ----------------------------------------------------------------------- | ----------------------------------------------------------------------- | ----------------------------------------------------------------------- | ----------------------------------------------------------------------- | ----------------------------------------------------------------------- | ----------------------------------------------------------------------- |
| 7-2-2004                                                                | Kashima                                                                 | Giappone                                                                | 4 – 0                                                                   | Malaysia                                                                | Amichevole                                                              | -                                                                       | 75’                                                                     |
| 17-11-2004                                                              | Saitama                                                                 | Giappone                                                                | 1 – 0                                                                   | Singapore                                                               | Qual. Mondiali 2006                                                     | -                                                                       |                                                                         |
| 7-8-2005                                                                | Taegu                                                                   | Corea del Sud                                                           | 0 – 1                                                                   | Giappone                                                                | Coppa dell'Asia orientale 2005                                          | -                                                                       |                                                                         |
| 8-10-2005                                                               | Riga                                                                    | Lettonia                                                                | 2 – 2                                                                   | Giappone                                                                | Amichevole                                                              | -2                                                                      |                                                                         |
| Totale                                                                  |                                                                         | Presenze                                                                | 4                                                                       |                                                                         | Reti                                                                    | -2                                                                      |                                                                         |

## Palmarès

### Nazionale
- Coppa d'Asia: 1

2004

### Individuale
- Miglior giocatore della Coppa J. League: 1

2004